# Jordan Hart
Jordan Hart (* 26. Januar 1995 in Haverfordwest, Pembrokeshire) ist eine walisische Badmintonspielerin, die von 2021 bis 2022 für Polen antrat. Davor und danach tritt sie wieder für ihre Heimat Wales an.

## Karriere
Hart begann in einem lokalen Badmintonverein in Pembroke Dock Badminton zu spielen. Mit zehn Jahren wurde sie in die Nachwuchsabteilung der walisischen Nationalmannschaft aufgenommen und gab bei den Welsh International 2009 ihr internationales Debüt im Erwachsenenbereich. Von 2006 bis 2013 wurde Hart 28 Mal Gewinnerin der walisischen Juniorenmeisterschaft. 2012 wurde sie im Mixed mit James Phillips erstmals walisische Meisterin. Vier Jahre später folgte ihr erster nationaler Titel im Dameneinzel bei den Walisischen Meisterschaften 2016. 2017 zog sie bei einem internationalen Wettkampf, dem Polish International 2017 erstmals ins Endspiel ein und konnte bei den nationalen Meisterschaften ihren Titel verteidigen, was ihr 2018 ebenfalls gelang. Außerdem zog sie bei den Lithuanian International 2018 ins Finale ein.
Für Hart war 2019 das bislang erfolgreichste Jahr ihrer Karriere. Neben ihrem vierten Titel in Folge bei der Walisischen Meisterschaft zog sie in die Endspiele der Egypt International 2019 und Slovak Open 2019 ein und konnte fünf internationale Turniere gewinnen. Ihren ersten Erfolg feierte sie bei den Jamaican International 2019, bevor die Siege bei dem Giraldilla 2019, den Latvia International 2019, der Carebaco-Meisterschaft 2019 und den Polish International 2019 folgten. 2020 siegte Hart bei den nationalen Meisterschaften sowohl im Einzel als auch im Damendoppel mit ihrer jüngeren Schwester Lowri Hart.
Nachdem ihr langjähriger Trainer Steve Butler Cheftrainer der polnischen Nationalmannschaft wurde und aufgrund besserer Trainingsmöglichkeiten in Warschau entschied sich Hart 2021 fortan unter polnischer Flagge bei Badmintonwettkämpfen anzutreten.

## Sportliche Erfolge
| Jahr | Veranstaltung                          | Platz | Disziplin   |
| ---- | -------------------------------------- | ----- | ----------- |
| 2012 | Walisische Badmintonmeisterschaft 2012 | 1.    | Mixed       |
| 2016 | Walisische Badmintonmeisterschaft 2016 | 1.    | Dameneinzel |
| 2017 | Walisische Badmintonmeisterschaft 2017 | 1.    | Dameneinzel |
| 2017 | Polish International 2017              | 2.    | Dameneinzel |
| 2018 | Walisische Badmintonmeisterschaft 2018 | 1.    | Dameneinzel |
| 2018 | Lithuanian International 2018          | 2.    | Dameneinzel |
| 2019 | Walisische Badmintonmeisterschaft 2019 | 1.    | Dameneinzel |
| 2019 | Slovak Open 2019                       | 2.    | Dameneinzel |
| 2019 | Egypt International 2019               | 2.    | Dameneinzel |
| 2019 | Jamaican International 2019            | 1.    | Dameneinzel |
| 2019 | Giraldilla 2019                        | 1.    | Dameneinzel |
| 2019 | Latvia International 2019              | 1.    | Dameneinzel |
| 2019 | Carebaco-Meisterschaft 2019            | 1.    | Dameneinzel |
| 2019 | Polish International 2019              | 1.    | Dameneinzel |
| 2020 | Walisische Badmintonmeisterschaft 2020 | 1.    | Dameneinzel |
| 2020 | Walisische Badmintonmeisterschaft 2020 | 1.    | Damendoppel |